# Bartholomäus Dietwar
Bartholomäus Dietwar (* 7. September 1592 in Kitzingen; † 20. August 1670 in Segnitz) war ein evangelisch-lutherischer Pfarrer in Franken und Verfasser einer Autobiografie, die in chronikalischer Form die Ereignisse des Dreißigjährigen Krieges in der Stadt Kitzingen und ihrer Umgebung schildert.

## Leben
Bartholomäus Dietwar wurde am 7. September 1592 in der Kirchgasse in der Altstadt von Kitzingen geboren. Die Stadt war Teil der Markgrafschaft Brandenburg-Ansbach. Die Familie Dietwar gehörte zur Oberschicht der Siedlung. Der Vater Elias Dietwar war als Glasmaler tätig, die Mutter Margareta war Tochter des Organisten in der Johanneskirche, Paul Brückner. Die Familie stammte aus Markelsheim bei Mergentheim im heutigen Baden-Württemberg, der Vater hatte in der Bistumsmetropole Würzburg Karriere gemacht. Allerdings entschied sich Elias Dietwar im Jahr 1588 in die protestantische Stadt Kitzingen überzusiedeln, weil im katholischen Würzburg die Verfolgung Andersgläubiger unter dem Fürstbischof Julius Echter von Mespelbrunn zugenommen hatte.
Dietwar besuchte die städtische Lateinschule von Kitzingen, deren Abschluss ihm die Aufnahme eines Studiums ermöglichte. Da sich Dietwar im Jahr 1611 zum Studium an der Universität Wittenberg immatrikulierte, ist davon auszugehen, dass er erst verhältnismäßig spät die Lateinschule besucht haben kann. Das Studium wurde ihm durch ein Stipendium ermöglicht, das die Stadt Kitzingen an den begabten Schüler vergeben hatte. Dietwar absolvierte in Wittenberg ein Theologiestudium. Nach dem Abschluss seiner Studien kehrte er nach Franken zurück und trat zunächst im Jahr 1617 eine Pfarrstelle im Dorf Hoheim, heute ein Kitzinger Stadtteil, an. Ein Jahr später ehelichte Dietwar Maria Lehnig, die Witwe des Casteller Pfarrers Andreas Lehnig. Die Ehe blieb kinderlos und Maria Dietwar starb bereits 1634.
Nachdem im Jahr 1629 der Übergang Kitzingens an das Hochstift Würzburg vollzogen worden war, verließen viele Protestanten die Stadt. Dietwar wechselte daraufhin zwischen 1630 und 1632 die Pfarrei Stierhöfstetten. Während der sogenannten schwedischen Zwischenregierung im Dreißigjährigen Krieg kehrte er für kurze Zeit auf die Pfarrstelle in Hoheim zurück. Am 12. November 1632 wurde Bartholomäus Dietwar vom Kitzinger Bürgermeister Johann Steinmetz zum Kaplan in Kitzingen berufen. Die Einsetzung als Diakon erfolgte am 26. Mai 1633. Mit der Rückkehr des Würzburger Fürstbischofs im Jahr 1634 musste er allerdings die Stadt zusammen mit allen anderen evangelischen Pfarrern verlassen. Dietwar ließ sich daraufhin im nahen Mainbernheim nieder und heiratete hier die Tochter des Pfarrers von Repperndorf und Buchbrunn, Regina Zapff.
Im Jahr 1638 erfolgte die Berufung Dietwars zum Pfarrer von Gnodstadt, das im Einflussbereich der Markgrafen von Brandenburg-Ansbach lag. In Gnodstadt wurden Dietwar mehrere Kinder geboren, wobei die meisten Neugeborenen bald starben. Dietwar blieb sechs Jahre in Gnodstadt. Am 15. November 1644 hielt er seine erste Predigt in Segnitz, wo ihn die Markgrafen zum Pfarrer eingesetzt hatten. Dietwar amtierte im Dorf als alleiniger Pfarrer. Am 8. Juli 1658 starb hier die Ehefrau Regina, die bereits 1642 geborene Tochter Barbara übernahm daraufhin die Haushaltsführung. In Segnitz erkrankte Dietwar an der Roten Ruhr und verstarb hier am 20. August 1670 im Alter von 78 Jahren. Insgesamt hatte er 53 sein Amt als Pfarrer versehen. In Hoheim wurde eine Straße nach dem Geistlichen benannt.

## Autobiografie
Das als Autobiografie titulierte Hauptwerk des Bartholomäus Dietwar wurde im Jahr 1648 begonnen und trägt den Titel „Leben eines evangelischen Pfarrers im markgräflichen Amte Kitzingen von 1592–1670, von ihm selbst erzählt“. Der Text präsentiert sich in seinem Aufbau allerdings eher wie eine Chronik, als eine biografische Abhandlung. Ausführlich werden darin die Ereignisse des Dreißigjährigen Krieges in Kitzingen und seiner Umgebung thematisiert. Die Chronik ist mit Zeichnungen ausgestattet, auf denen auch der Autor und seine Familie zu sehen sind. Die Überlieferung setzt im Jahr 1592 ein und endet im Jahr 1669. Der handschriftlich verfasste Text wurde im Jahr 1887 von Volkmar Wirth im Druck herausgegeben, der damals zweiter Pfarrer in Mainbernheim amtierte.
Der Dreißigjährige Krieg bedeutete für das konfessionell geteilte Kitzingen einen historischen Einschnitt. Im Werk wird ausführlich auf die Ereignisgeschichte eingegangen, die von Streitigkeiten zwischen den Würzburger Fürstbischöfen und den Markgrafen geprägt war. Der Text erläutert die regelmäßig wiederkehrenden Musterungen, Einquartierungen, Truppendurchzüge und Plünderungen. Daneben schrieb Dietwar auch über einzelne Gefechte der verschiedenen Kriegsparteien um die Stadt. Es werden aber auch die Zusammensetzung der städtischen Verwaltung, insbesondere des Stadtrates und des Dekanats geschildert. Dietwar beschrieb im Text darüber hinaus Wetterereignisse, Missernten, Preisentwicklungen und Hungersnöte. Die Autobiografie geht außerdem auf grassierende Seuchen ein. Nebenbei werden allerdings auch private Ereignisse aus dem Leben der Familie Dietwar erzählt.

## Werke
- Bartholomäus Dietwar: Historischer Bericht von dem Closter und Stadt Kitzingen in Francken. Segnitz 1665.
- Volkmar Wirth (Hrsg.): Bartholomäus Dietwar: Leben eines evangelischen Pfarrers im früheren markgräflichen Amte Kitzingen von 1592 bis 1679. Mainbernheim 1887 Digitalisat, Neuauflage: Kitzingen, Högner 2009.